# Linda Indergand
Linda Indergand (Altdorf, 13 juli 1993) is een wielrenner uit Zwitserland.
In 2015 en 2016 won Indergard op de Wereldkampioenschappen mountainbike op het onderdeel Cross-country eliminator.
Op de Zwitsers kampioenschap wielrennen op de weg werd ze tweede in 2014 en weer tweede in 2020. In 2014 werd ze Zwitsers kampioene tijdrijden op de weg.
Bij de Europese kampioenschappen mountainbike werd ze in 2017 tweede op het onderdeel Cross country. Ook op het onderdeel Cross country eliminator behaalde ze de zilveren medaille in 2014 en 2020. Bij de team-aflossing (relay) behaalde ze met het Zwitserse team de gouden medaille in 2017.
In 2016 reed ze voor Zwitersland op de Olympische Zomerspelen op het onderdeel mountainbike, waar ze achtste werd. Vijf jaar later, op 27 juli 2021 won ze brons op de Olympische Spelen in Tokio; haar landgenotes Jolanda Neff en Sina Frei behaalden goud en zilver.